# Mannen – hustrun – älskaren
Mannen – hustrun – älskaren (fransk originaltitel: La femme infidèle; italienska: Stephane, una moglie infedele) är en fransk-italiensk film från 1969 i regi av Claude Chabrol.
2002 gjordes en amerikansk nyinspelning, Unfaithful med Richard Gere och Diane Lane i huvudrollerna.

## Handling
Hustrun (Stéphane Audran) är otrogen och mannen (Michel Bouquet) anar oråd. Han anlitar en privatdetektiv för att ta reda på vem hennes älskare är.

## Rollista (urval)
- Michel Bouquet – Mannen Charles Desvallees
- Stéphane Audran – Hustrun Hélène Desvallées
- Maurice Ronet – Älskaren Victor Pegala
- Michel Duchaussoy – Polismannen Duval
- Louise Chevalier – Hembiträdet
- Louise Riton – Hustruns mor